# 인텔 아톰
인텔 아톰(Intel Atom)은 인텔의 x86 및 x86-64 지원 CPU이다. 2008년 처음으로 출시되었으며, 45nm CMOS 공정으로 설계되었으며 울트라 모바일 PC, 스마트폰 등의 저전력 휴대성에 초점을 맞추었다.

## 역사
아톰은 A100/A110 프로세서의 후속작이다. A1x0 프로세서는 90nm 공정으로 설계되었으며, 600/800MHz 동작 클럭에 TDP 3W이다. 실버손(Silverthorne) 코어가 발표되기 전에는 아톰 프로세서가 OLPC XO-1 노트북 및 여러 임베디드 장치에 사용되는 AMD 지오드 프로세서와 경쟁할 것이라는 예측이 있었다. 이후 인텔은 이러한 시장을 대상으로 다이아몬드빌(Diamondville) 프로세서를 출시하였다. 실버손 코어와 SCH의 조합에는 센트리노 아톰이라는 브랜드 이름을 사용할 예정이었으나 이후 브랜드가 폐기되었다.
2008년 아톰 프로세서를 출시하면서 실버손과 다이아몬드빌은 같은 마이크로아키텍처를 공유한다고 발표하였다. 실버손은 Z5xx, 다이아몬드빌은 N2xx 계열로 출시되었다. 실버손 프로세서는 모바일 인터넷 장치, 다이아몬드빌은 저가형 넷북과 넷톱을 대상으로 한다. 아톰 프로세서는 메인보드에 일체형(납땜) 방식으로
부착되어 있으며 소켓에 장착할 수 있는 형태로 판매되지 않는다.
| 인텔 아톰 프로세서 계열 | 인텔 아톰 프로세서 계열 | 인텔 아톰 프로세서 계열 | 인텔 아톰 프로세서 계열 | 인텔 아톰 프로세서 계열 | 인텔 아톰 프로세서 계열 | 인텔 아톰 프로세서 계열 | 인텔 아톰 프로세서 계열 | 인텔 아톰 프로세서 계열 | 인텔 아톰 프로세서 계열 | 인텔 아톰 프로세서 계열 | 인텔 아톰 프로세서 계열 |
| MID/UMPC 등             | MID/UMPC 등             | MID/UMPC 등             | MID/UMPC 등             | MID/UMPC 등             | MID/UMPC 등             | MID/UMPC 등             | MID/UMPC 등             | MID/UMPC 등             | MID/UMPC 등             | MID/UMPC 등             | MID/UMPC 등             |
| 코드명                  | 계열                    | 코어 종류               | 내장 GPU                | 열 설계 전력            | 하이퍼스레딩            | 64비트                  | 가상화                  | 출시 시기               |                         |                         |                         |
| ----------------------- | ----------------------- | ----------------------- | ----------------------- | ----------------------- | ----------------------- | ----------------------- | ----------------------- | ----------------------- | ----------------------- | ----------------------- | ----------------------- |
| 실버손                  | Z5xx                    | 1 (45nm)                | 없음                    | 0.65~2W                 | 없음                    | 미지원                  | 미지원                  | 2008년 4월              |                         |                         |                         |
| 실버손                  | Z5xx                    | 1 (45nm)                | 없음                    | 2~2.4W                  | 지원 (일부)             | 미지원                  | 지원 (일부)             | 2008년 4월              |                         |                         |                         |
| 린크로프트              | Z6xx                    | 1 (45nm)                | 있음                    | 1.3~2.2W                | 지원 (일부)             | 지원                    | 지원 (일부)             | 2010년 5월              |                         |                         |                         |
| 넷북/넷톱 등            |                         |                         |                         |                         |                         |                         |                         |                         |                         |                         |                         |
| 코드명                  | 계열                    | 코어 종류               | 내장 GPU                | 열 설계 전력            | 하이퍼스레딩            | 64비트                  | 가상화                  | 출시 시기               |                         |                         |                         |
| 다이아몬드빌            | N2xx                    | 1 (45nm)                | 없음                    | 2.5W                    | 지원                    | 미지원                  | 미지원                  | 2008년 6월              |                         |                         |                         |
| 다이아몬드빌            | 2xx                     | 1 (45nm)                | 없음                    | 4W                      | 지원                    | 지원                    | 미지원                  | 2008년 6월              |                         |                         |                         |
| 다이아몬드빌            | 3xx                     | 2 (45nm)                | 없음                    | 8W                      | 지원                    | 지원                    | 미지원                  | 2008년 9월              |                         |                         |                         |
| 파인뷰                  | N4xx                    | 1 (45nm)                | 있음                    | 6.5W                    | 지원                    | 지원                    | 미지원                  | 2010년 1월              |                         |                         |                         |
| 파인뷰                  | D4xx                    | 1 (45nm)                | 있음                    | 10W                     | 지원                    | 지원                    | 미지원                  | 2010년 1월              |                         |                         |                         |
| 파인뷰                  | D5xx                    | 2 (45nm)                | 있음                    | 13W                     | 지원                    | 지원                    | 미지원                  | 2010년 1월              |                         |                         |                         |

## 구조
아톰은 본넬 마이크로아키텍처를 사용한다. 한 클럭 당 2개까지의 명령을 수행할 수 있다. 다른 x86 프로세서처럼 CISC를 내부적으로 RISC로 변환하는 과정을 거치며, 대부분 명령은 1개의 단위 명령으로 변환된다. P6이나 넷버스트 마이크로아키텍처와는 달리 전체 명령의 약 4%만이 1개 이상의 단위 명령으로 변환된다. 본넬 마이크로아키텍처에서는 한 명령에서 메모리 읽기와 쓰기 및 ALU 연산을 동시에 수행할 수 있다. 이는 P5 및 486 아키텍처에 사용되었던 방식이다. 하이퍼스레딩을 사용하면 파이프라인 2개를 효율적으로 사용할 수 있다.
모든 아톰 프로세서는 32비트 x86을 지원하며, N2xx와 Z5xx 프로세서를 제외한 나머지는 64비트 코드를 실행할 수 있다. 단일 코어 아톰의 성능은 비슷한 클럭 펜티엄 M의 절반 정도이다. 아톰 N270(1.6GHz)의 성능은 3300MIPS/2.1GFLOPS이지만, 펜티엄 M 740(1.73GHz)의 성능은 7400MIPS/3.9GFLOPS이다. 현재 출시된 모든 아톰은 본넬 마이크로아키텍처를 사용하며, 파인뷰 프로세서는 여전히 FSB를 사용하여 메모리와 통신하므로 크게 성능이 향상되지는 않았다.

### 1세대 코어

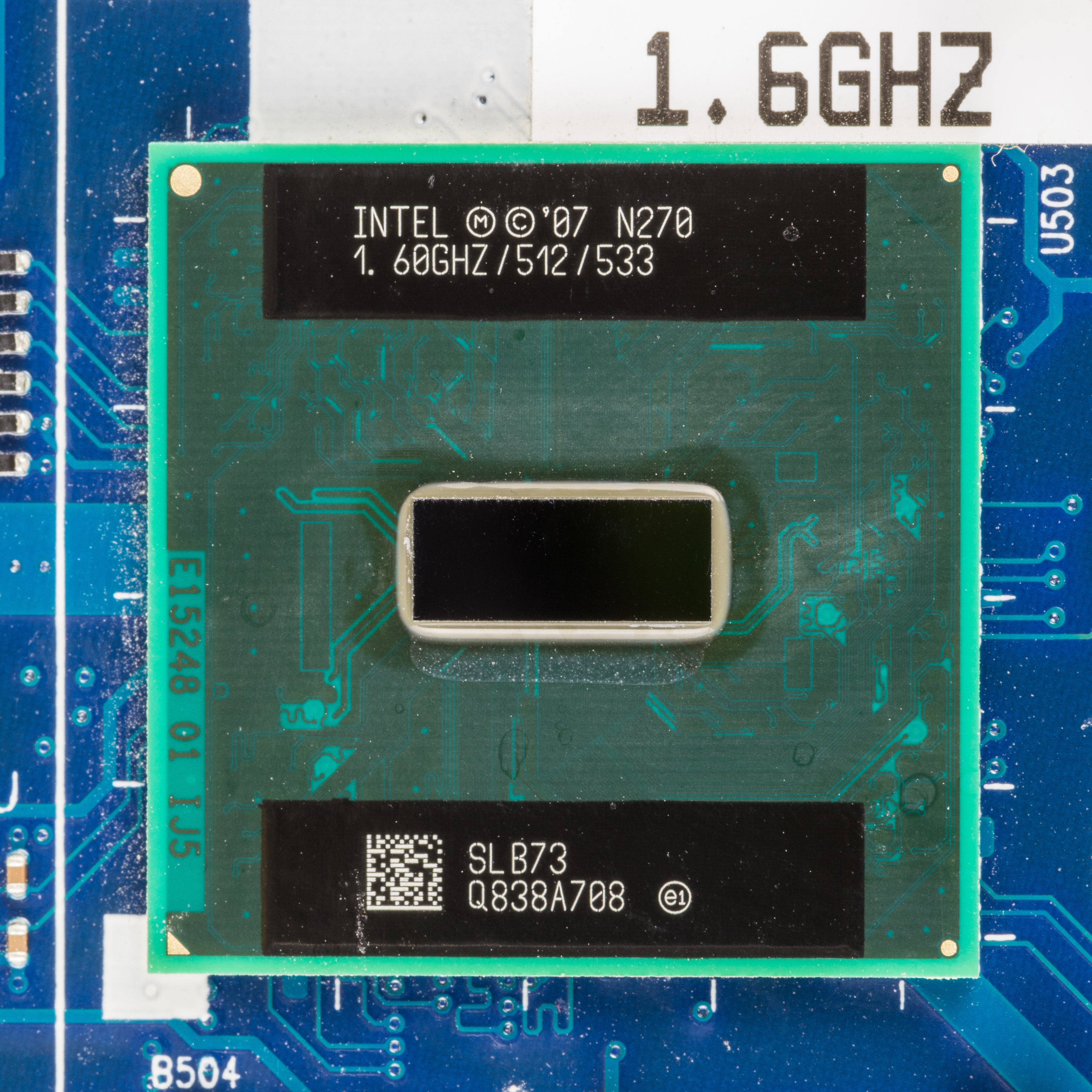
아톰 N270 프로세서

2008년 3월 2일 UMPC/MID용 Z5xx(실버손 코어), 넷북용 N2xx(다이아몬드빌 코어)를 출시하였다. 실버손 프로세서는 트랜지스터 4700만 개, 코어 크기는 25mm², TDP는 3W 미만이다. 한 개의 반지름 300mm 실리콘 웨이퍼에서 2500개 정도 칩을 생산할 수 있다. 아톰 Z5xx의 듀얼 스레드 성능은 전작 A100 수준이나, 멀티스레딩 및 SSE3을 사용하는 프로그램에서는 크게 성능이 향상되었다. TDP는 0.65~2W, 클럭 속도는 800MHz에서 2GHz이다. 평시 전력은 0.01W까지 낮출 수 있다. 16단계 순차적 파이프라인, L1 명령 캐시 32KB 및 데이터 캐시 24KB, 512KB L2 캐시가 포함되어 있다.
넷북용 다이아몬드빌 프로세서는 N270와 N280 두 종류가 출시되었다. N270은 533MHz FSB를 사용하며 클럭 속도는 1.6GHz이다. N280은 667MHz 프로세서를 사용하며 클럭은 1.66GHz이다. 하이퍼스레딩을 지원하는 단일 코어 프로세서이다. 2008년 9월 22일 넷톱용 듀얼코어 아톰 330 프로세서를 출시하였다. 533MHz FSB를 사용하며 클럭 속도는 1.6GHz이다. 전력 소모는 8W이며, 두 개의 다이아몬드빌 프로세서를 하나의 패키지에 합친 형태이다. 데스크톱용 다이아몬드빌 프로세서는 64비트 명령을 지원한다. 2009년 엔비디아는 아톰에 사용할 수 있는 ION 칩셋을 개발하였다.
아톰 프로세서 자체는 전력을 적게 소모하지만 아톰과 같이 사용하는 칩셋은 상대적으로 더 많은 전력을 소모한다. 넷북에 사용하는 N270 프로세서는 최대 2.5W의 전력만 소모하지만, 이와 같이 사용되는 945GSE 칩셋은 6W, ICH7 사우스브릿지는 3.3W의 전력을 소모하여 최대 11.8W까지 전력 소모가 증가한다. Z5xx 프로세서와 SCH 칩셋은 서로 합쳐도 5W 이하의 전력만 소모하며, 이를 사용하는 넷북은 상대적으로 적다. 아톰 프로세서를 장착한 미니 ITX 마더보드는 대부분 945GC 칩셋을 사용하였으나, 일부는 저전력 945GSE 칩셋을 사용하기도 한다.

### 2세대 코어
2009년 12월 21일 인텔은 N450, D410, D510(파인뷰) 프로세서를 발표하였다. 칩셋을 포함한 전체 전력 소모는 7W로 줄어들었다. 이들 프로세서는 GMA 3150 그래픽 칩을 포함하고 있으며, GMA 3100을 45nm로 축소하고 HD 가속을 제외한 것이다. 2010년 1월부터 이 칩셋을 탑재한 노트북이 출시되기 시작하였다. NM10(타이거 포인트) PCH와 함께 파인트레일 플랫폼을 구성한다. 기존 칩셋에 있었던 그래픽과 DDR2 메모리 컨트롤러는 CPU에 탑재되었다. 2010년 3월 1일 최대 전력 소모 6.5W, FSB 667MHz, 클럭 1.83GHz의 아톰 N470 프로세서를 출시하였다.
아톰 D4xx, D5xx 프로세서는 임베디드 및 데스크톱용 프로세서로, D410은 단일 코어 CPU로 L2 캐시는 512KB이다. D510은 듀얼 코어 CPU로 L2 캐시는 1MB이다. 둘 다 클럭은 1.66GHz이다. D410은 10W, D510은 13W이다.
2011년 초에 아톰 Z6xx(린크로프트) 칩셋과 휘트니 포인트 칩셋이 출시될 예정이며, 이들은 오크 트레일 플랫폼을 구성한다. 오크 트레일과 무어스타운 플랫폼은 같은 프로세서를 공유하나, 오크 트레일 플랫폼에만 PCI 버스가 탑재되어 윈도우를 실행 수 있다. 무어스타운 플랫폼은 임베디드 기기를 대상으로 한다.
이 외에도 임베디드용 터널 크릭, 알테라 FPGA를 내장한 스텔라톤, 가전 기기를 위한 소다빌 프로세서가 있다.

## 경쟁 제품
AMD는 2011년 초에 퓨전 APU를 출시하였다. 아톰 프로세서와 비슷한 전력을 소모하며, 아톰과는 달리 비순차적 실행 및 DDR3 메모리 컨트롤러, 라데온 그래픽 프로세서가 내장되어 있다. 비아 나노 및 나노 듀얼코어는 아톰보다 조금 더 많은 전력을 소모하며, 하드웨어 AES 암호화, 난수 생성기, 비순차적 실행을 지원한다. 단일 코어 나노는 단일 코어 아톰보다 성능이 약간 더 좋다. Vortex86 임베디드 프로세서는 586 프로세서 기반 SoC 칩이다.

## 같이 보기
- 인텔 A100
- 비아 나노
- 비아 C7
- 인텔 아톰 마이크로프로세서 목록